# Pratibha Patil
Pratibha Devisingh Patil (Nadgaon, Maharashtra, 19 december 1934) was van 2007 tot 2012 president van India. 
Ze is lid van de Congrespartij en was de kandidaat voor de regerende United Progressive Alliance en de linkse partijen. Ze won de presidentsverkiezingen van 19 juli 2007, waarin ze haar belangrijkste tegenstander Bhairon Singh Shekhawat met twee keer zoveel stemmen versloeg. Ze volgde op 25 juli Abdul Kalam als president op en is de eerste vrouwelijke president van India, alsmede de eerste president uit Maharashtra.
Patil studeerde rechten in Bombay. In 1965 trouwde ze met Devisingh Ransingh Shekhawat, maar omdat ze actief was in de politiek van Maharashtra besloot ze om niet de naam van haar man aan te nemen. Het koppel heeft een zoon en een dochter.
Ze was van 1962 tot en met 1985 lid van de Vidhan Sabha, het parlement van Maharashtra, waar ze Edlabad in het district Jalgaon vertegenwoordigde. In deze periode was ze meerdere keren en op verschillende posten minister.
Daarna ging ze de landelijke politiek in. Van 1986 tot en met 1988 was ze voorzitter van de Rajya Sabha, het Indiase hogerhuis en van 1991 tot 1996 was ze lid van de Lok Sabha, het Indiase lagerhuis, waar ze Amravati vertegenwoordigden.
In november 2004, acht jaar nadat ze in de Lok Sabha had gezeten, werd Pratibha Patil aangesteld als gouverneur van Rajasthan. Op 21 juni 2007 trad ze terug als gouverneur en werd deze positie overgedragen aan Akhlaqur Rahman Kidwai.

Rajendra Prasad · Sarvepalli Radhakrishnan · Zakir Hussain · Varahagiri Venkata Giri (interim) · Muhammad Hidayat Ullah (interim) · Varahagiri Venkata Giri · Fakhruddin Ali Ahmed · Basappa Danappa Jatti (interim) · Neelam Sanjiva Reddy · Zail Singh · Ramaswamy Venkataraman · Shankar Dayal Sharma · Kocheril Raman Narayanan · Abdul Kalam · Pratibha Patil · Pranab Mukherjee · Ram Nath Kovind · Draupadi Murmu
- Biblioteca Nacional de España: XX4951457
- Gemeinsame Normdatei: 134211154
- International Standard Name Identifier: 0000 0000 7826 4445
- Library of Congress Control Number: n2007211608
- Système universitaire de documentation: 143885456
- Virtual International Authority File: 67678223
- WorldCat: E39PBJgxrdkBXWrrDJf3cR48YP